# Fosse Ardeatine

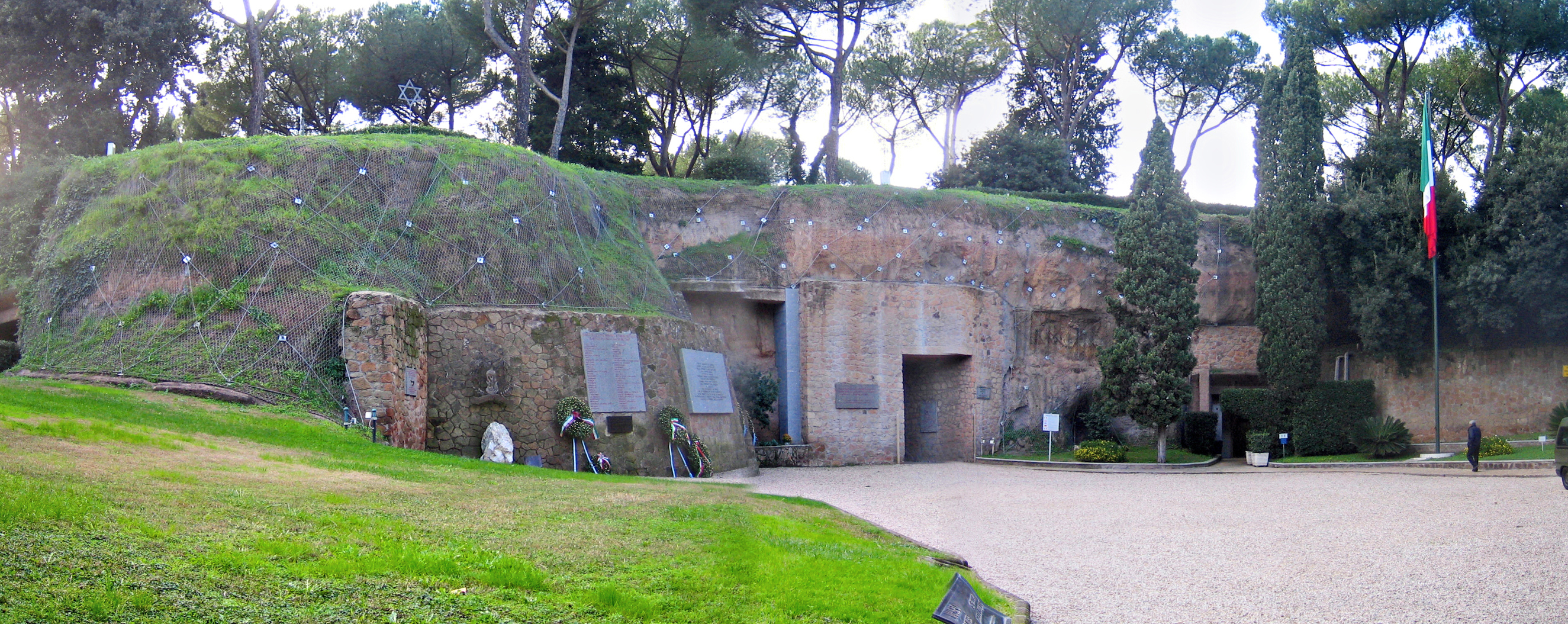
Fosse Ardeatine.

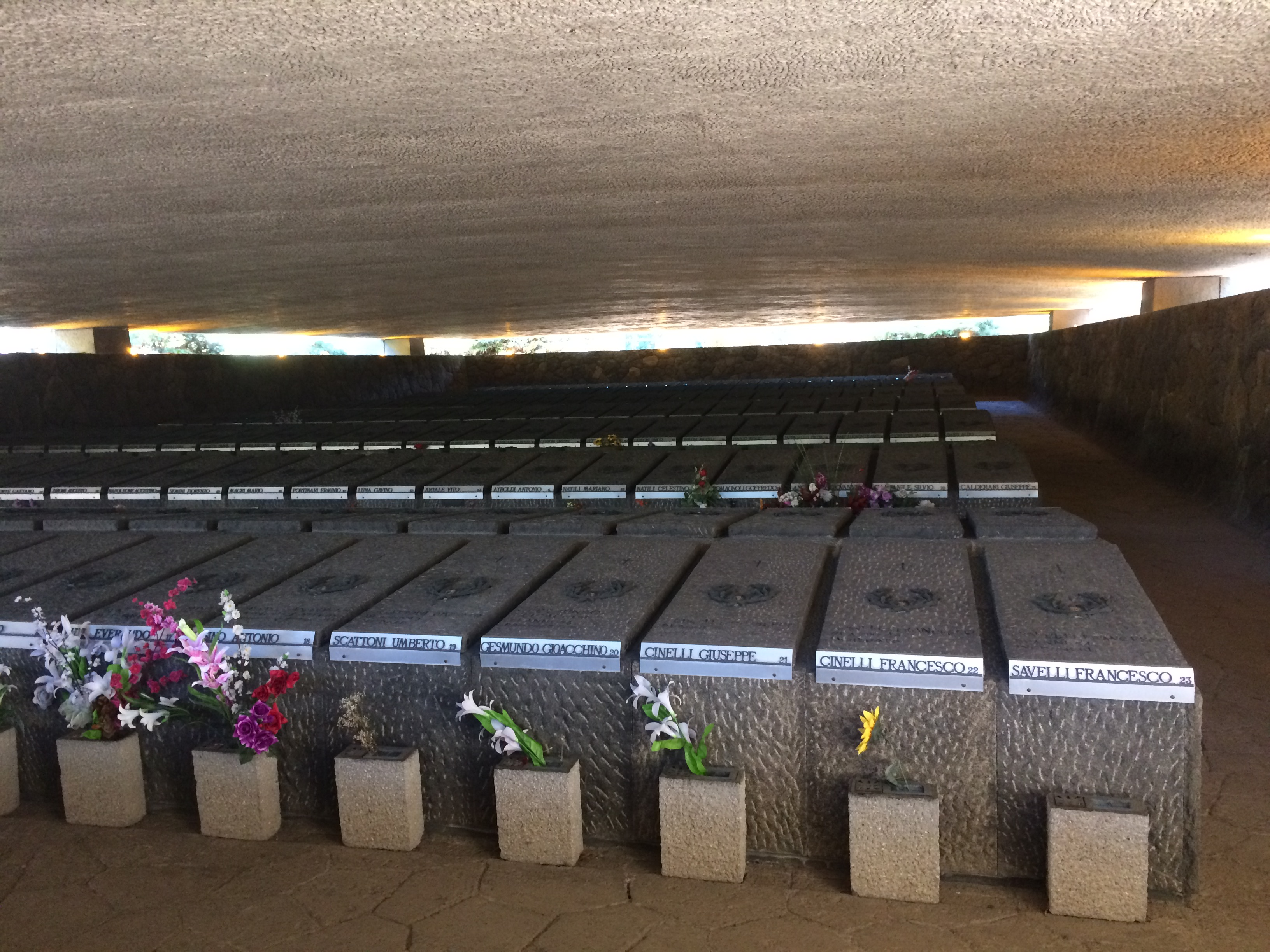
Mausoleet.

Fosse Ardeatine (ungefär "Ardeatinska grottorna") var scenen för ett av andra världskrigets illdåd, förövat av tyska SS.
Platsen, som är belägen söder om Rom, har ett mausoleum för de 335 personer, som den 24 mars 1944 föll offer för nazisterna. Massakern utgjorde en repressalieåtgärd för ett attentat utfört av italienska partisaner föregående dag. En grupp kommunistiska motståndsmän hade dödat 33 SS-soldater vid ett bakhåll på Via Rasella nära Piazza Barberini i centrala Rom. 
Offren i Fosse Ardeatine, som inte hade någon anknytning till attentatsmännen, bestod huvudsakligen av antifascister, de flesta civila men även flera präster och munkar. Därtill fanns 75 italienska judar, och några utländska tjänstemän bland de avrättade. Det yngsta offret var en 14-årig pojke. Samtliga har fått en individuell gravplats under ett kolossalt betongblock.
Aktionen leddes av SS-Hauptsturmführer Erich Priebke, och exekutionsplutonerna kommenderades av Gestapo-chefen i Rom, Herbert Kappler.
I anslutning till monumentet finns ett museum med dokument och fotografier.